# Терещенко, Сергей Олегович
Сергей Олегович Терещенко (18 января 1984, Москва) — российский футболист, защитник.
Воспитанник СДЮШОР «Торпедо-ЗИЛ» Москва. В 2002—2003 годах сыграл 17 матчей в турнире дублёров за «Торпедо-ЗИЛ»/«Торпедо-Металлург». Единственный матч за главную команду провёл 6 июня 2003 года в ответной игре 1/4 финала Кубка Премьер-лиги против «Торпедо» (2:4) — вышел на замену на 83-й минуте. В 2004 году за белорусскую команду «Локомотив» Витебск сыграл 16 матчей в чемпионате. В дальнейшем играл в первенстве КФК (2005, 2009—2010) и втором дивизионе/первенстве ПФЛ за «Торпедо-РГ» (2005—2008), «Приалит Реутов» (2009), «Подолье» Подольский район (2009—2012/13).